# Gwen Stacy (serie di film The Amazing Spider-Man)
Gwendolyne Maxine "Gwen" Stacy è un personaggio immaginario apparso nei film di The Amazing Spider-Man diretti da Marc Webb, basata sull'omonimo personaggio di Marvel Comics. Il personaggio è interpretato da Emma Stone nei film The Amazing Spider-Man (2012) e The Amazing Spider-Man 2 - Il potere di Electro (2014).
A differenza della trilogia precedente, in cui Gwen aveva un ruolo secondario, nei film di Webb le viene assegnato un ruolo centrale: è una delle compagne di classe di Peter Parker, suo principale interesse amoroso e figura complementare alla sua crescita come eroe. Webb si è ispirato alla rappresentazione classica del personaggio nei fumetti per sviluppare la sua versione cinematografica.
L'interpretazione di Emma Stone è stata accolta positivamente dalla critica e le ha portato un ampio riconoscimento, nonostante le reazioni contrastanti ricevute dalla serie cinematografica nel suo complesso.

## Biografia del personaggio

### The Amazing Spider-Man(2012)
Gwen compare per la prima volta come figlia del capitano della polizia di New York, George Stacy, e come compagna di classe di Peter Parker e Flash Thompson alla Midtown Science High School. Interviene per fermare una rissa tra i due, rimproverando Flash sia per non aver fatto i compiti sia per aver picchiato Peter; in seguito, elogia quest’ultimo per aver avuto il coraggio di affrontarlo. Da quel momento, tra Peter e Gwen inizia a nascere un interesse reciproco. I due si incontrano di nuovo alla Oscorp, dove Gwen sta svolgendo un tirocinio come assistente alla ricerca, mentre Peter si intrufola nel laboratorio per incontrare il dottor Curt Connors, venendo poi morso da un ragno radioattivo che gli conferisce nuovi poteri. Gwen raggiunge Peter dopo che suo zio Ben lo va a prendere a scuola, e successivamente lo consola dopo la morte dello zio.
Quando Peter comincia a inseguire l'assassino di Ben nei panni di un vigilante mascherato, Gwen lo invita a cena con la sua famiglia. Durante la serata, Peter e il capitano Stacy discutono animatamente sulle vere intenzioni del vigilante. In seguito, Peter rivela a Gwen di essere lui il misterioso giustiziere, e i due si baciano. Gwen svolge anche un ruolo fondamentale nella sconfitta di Lizard, contribuendo a sviluppare un antidoto al siero che trasforma le persone in ibridi rettiliani, grazie alle sue competenze scientifiche. Purtroppo, suo padre viene ucciso da Lizard prima che Peter riesca a fermarlo. In punto di morte, George fa promettere a Peter di tenere Gwen lontana dalla sua vita pericolosa. Peter mantiene la promessa senza spiegare subito tutto a Gwen, la quale inizialmente si sente ferita, ma poi comprende il gesto del padre e perdona Peter. Tuttavia, quando Peter lascia intendere di star rivalutando quella promessa, Gwen sorride silenziosamente, accennando di approvare il cambiamento.

### The Amazing Spider-Man 2 - Il potere di Electro(2014)
Gwen e Peter si stanno diplomando al liceo. Gwen lo chiama per avvisarlo che farà tardi alla cerimonia di consegna dei diplomi, ignara del fatto che Peter è impegnato nei panni di Spider-Man ad aiutare la polizia di New York a catturare Aleksei Sytsevich. Peter arriva subito dopo che Gwen ha terminato il suo discorso da valedictorian, riuscendo comunque a ritirare il diploma e baciandola davanti a tutta la folla. I due parlano e Gwen lo invita a cena, ma viene subito chiamata dalla madre per scattare una foto di famiglia.
Più tardi quella sera, Peter confessa a Gwen di avere visioni del padre di lei e insiste sul fatto di dover mantenere la promessa fatta in punto di morte. Di conseguenza, Gwen decide di lasciarlo.
Successivamente, Gwen viene mostrata mentre lavora all'Oscorp. Incontra Max Dillon in ascensore e scopre che è ossessionato da Spider-Man e che è il giorno del suo compleanno. Rivede poi Peter e i due cercano di rimanere amici stabilendo alcune "regole". Gwen gli rivela di voler partecipare a una selezione per una borsa di studio all'università di Oxford, il che significherebbe trasferirsi in Inghilterra in caso di ammissione. Prima che possano parlarne a fondo, Max - che nel frattempo ha subito un incidente sul lavoro e si è trasformato in Electro - provoca un blackout a Times Square, cercando una fonte di energia per alimentarsi. Gwen riconosce Max e cerca di fargli delle domande, ma Donald Menken, un dirigente dell’Oscorp ostile e ambizioso, la considera una minaccia: la licenzia e decide di eliminarla. Nella confusione, Gwen si imbatte anche nel vecchio amico d’infanzia di Peter, Harry Osborn.
Gwen lascia poi a Peter un messaggio vocale, dicendogli che ha ottenuto la borsa di studio e che deve partire in anticipo per prendere il volo. Peter la raggiunge e le dichiara il suo amore, promettendo di seguirla in Inghilterra. Tuttavia, vengono interrotti da un blackout intenzionale causato da Electro. Peter porta Gwen al sicuro dalla polizia, ma lei insiste per restare e lo aiuta a sistemare i suoi lancia-ragnatele prima che affronti Electro. Durante lo scontro, Electro sembra avere la meglio, e mentre sta fulminando Spider-Man, Gwen sopraggiunge alla guida di un’auto della polizia e investe Electro, disobbedendo agli ordini di Peter. Insieme riescono infine a sconfiggere e uccidere Electro sovraccaricando la sua energia.
Subito dopo, arriva Harry Osborn nei panni del Green Goblin: ha scoperto l'identità di Spider-Man e vuole vendicarsi per non aver ricevuto una trasfusione di sangue che avrebbe potuto salvarlo. Il Goblin rapisce Gwen e la porta in cima a una torre dell’orologio per poi lasciarla cadere. Spider-Man riesce ad afferrarla con una ragnatela e inizia uno scontro violento con il Goblin. Gwen rimane sospesa grazie a una ragnatela agganciata a un ingranaggio, ma quest'ultimo cede, trancia la ragnatela e la fa precipitare di nuovo. Nonostante Peter riesca ad afferrarla a pochi centimetri dal suolo, Gwen muore a causa dell’impatto, riportando un trauma cervicale. Distrutto dal dolore per non essere riuscito a salvarla, Peter abbandona il ruolo di Spider-Man.
Passano cinque mesi, e Spider-Man è scomparso da New York. Peter trascorre ogni giorno sulla tomba di Gwen. Intanto, un gruppo misterioso fa evadere Aleksei Sytsevich dal carcere. Equipaggiato con una tuta meccanizzata, Sytsevich si fa chiamare "Rhino" e semina il caos per le strade. Riguardando il discorso di laurea di Gwen, Peter ritrova la forza di tornare a essere Spider-Man e si prepara ad affrontarlo.

## Accoglienza
La performance di Emma Stone nel ruolo di Gwen Stacy è stata accolta positivamente dalla critica e ha contribuito a consolidare il riconoscimento dell’attrice a livello internazionale. La sua interpretazione le è valsa diverse nomination e le ha fatto vincere il premio come "Favorite Movie Actress" ai Kids' Choice Awards 2015. I critici hanno lodato in particolare la chimica tra Stone e Andrew Garfield, evidente sia in The Amazing Spider-Man che nel suo sequel, e hanno apprezzato il fatto che la Gwen di questa saga fosse caratterizzata in modo molto più profondo rispetto alla versione vista nella trilogia di Sam Raimi. In una recensione del primo film, Stephanie Zacharek di Movieline ha dichiarato: «Non avevo un desiderio particolare di vedere la serie resuscitata. Ma guardare Garfield e Stone mi ha fatto pensare che forse non era affatto una cattiva idea». Dopo l'uscita di The Amazing Spider-Man 2 - Il potere di Electro, Alison Willmore di BuzzFeed ha elogiato l’interpretazione della Stone e la storia d'amore tra due persone "irrimediabilmente innamorate l'una dell'altra", definendola uno degli elementi più riusciti del film. Secondo la critica, le altre sottotrame e i villain servivano soprattutto a complicare la relazione tra Peter e Gwen, rendendo la loro storia «insolitamente coinvolgente» per un film di supereroi, altrimenti ancorato a cliché di genere.

## Altri media

### Videogiochi
- Questa versione del personaggio appare anche nel videogioco The Amazing Spider-Man, dove è doppiata da Kari Wahlgren. Ambientato alcuni mesi dopo gli eventi del film, il gioco mostra Gwen ancora impiegata alla Oscorp, occasionalmente impegnata a fornire assistenza a Spider-Man.
- Gwen Stacy non compare invece nel videogioco The Amazing Spider-Man 2, ma viene brevemente menzionata da Peter Parker durante una conversazione con zia May, in cui si scusa per uscire di casa fingendo di dover controllare Gwen alla Oscorp in seguito a un attacco - anche se, in realtà, lei non era presente all'incidente. Lo studio Beenox ha spiegato che l'assenza del personaggio dal gioco è stata una scelta deliberata per evitare eventuali spoiler riguardanti il film, all’epoca ancora in uscita.

### Fumetti Marvel tie-in
Gwen appare nei fumetti che si collegano a entrambi i film della serie, aiutando Peter a ridisegnare il suo costume di Spider-Man e tentando di mantenere un'amicizia con lui dopo la loro rottura iniziale prima di riprendere la loro relazione.